# Ferdinand Raffin
Pour les articles homonymes, voir Raffin.
Jean Ferdinand Raffin, né le 24 janvier 1877 à Paris 1er et mort le 19 avril 1954 à Dijon, est une peintre et illustrateur français.

## Biographie
Fils d'Adélaïde Honorine Jourdain, blanchisseuse, et de César Barthélemy Raffin, menuisier, Ferdinand Raffin est né rue Coquillière, dans un milieu d'artisans parisiens.
Dès 1895, il fréquente Le Chat noir et produit des dessins humoristiques.
Ancien élève de l'école Boulle, et de Jean Alfred Marioton et Paul Gervais, il expose au Salon des artistes français en 1903, 1910 et 1912 principalement des dessins.
Il épouse à Paris XIe le 29 avril 1905 Marie René Clothilde Caillet, d'où un fils, le peintre Léon Raffin.
Il livre aussi des dessins à divers périodiques comme L'Univers illustré (1899), Le Petit Français illustré, Je sais tout (1910-1911), Journal des ouvrages de dames, Le Matin, La Semaine de Suzette... et participe à l'illustration de nombreux ouvrages, pour la plupart à caractère éducatif, entre autres pour Hachette et Mame.

## Ouvrages illustrés
- Achille Mélandri, Le Lutin du château de Crasville, Alcide Picard et Kaan, 1898.
- Fernand Decourt, Jean Desnoyers, coll. Bibliothèque de l'enseignement antialcoolique, A. Picard et Kaan, 1901.
- A. Lacabe-Plasteig, Les Conseils Du Père Boitrop, coll. Bibliothèque de l'enseignement antialcoolique, A. Picard et Kaan, 1902.
- Achille Mélandri, L'Étoile bleue : absinthe, vermout, bitter et Cie, coll. Bibliothèque de l'enseignement antialcoolique, A. Picard et Kaan, 1902.
- Roger Dombre, La Cagnotte des enfants, A. Picard et Kaan, 1902.
- Edmée Vasco, Les aventures de Rémy, Armand Colin, 1902.
- Henry de Graffigny, Le Tour du monde en automobile, A. Picard et Kaan, 1909 ; rééd. Gedalge, 1936.
- Henry de Graffigny, Le Tour de France en aéroplane, A. Picard et Kaan, 1910.
- Georges Lestrade, Conseils d'un vieux veneur, avec des images de Daniel Hernández, Pierre Lafitte, 1911.
- Kléber Seguin, Line et Pierrot. Premier livre de lecture courante, Hachette, 1924.
- Gabet et Gillard, Vocabulaire et méthode d'orthographe, Hachette, 1925.
- Camille Desfontaines, Les grands ouvriers français, Gedalge, 1928.
- Georgin et Lacabe-Plasteig, Imagier de l'enfance : série d'albums en couleurs à l'usage des écoles maternelles, des classes enfantines, des cours élémentaires de l'école primaire, 8 livrets, L. Martinet, 1928-1930.
- J. Capela, Janot-le-Téméraire, Gedalge, 1928.
- J. Capela, Le Seigneur Grillon, Gedalge, 1931.
- Arlette de Maillane, Le tour de l'alchimiste, Gauthier Languereau, 1931.
- Louise Joly, Une écolière parisienne, Gedalge, 1932.
- Frédéric Soulié, Le Tour de France, Gedalge, 1932.
- Kléber Seguin, En route pour l'école, Hachette, 1933.
- Paul Liquier, La Joie des yeux. Livre de lecture, L. Martinet, 1934.
- Madeleine Favergeat, Pomme de reinette de pomme d'api, Gedalge, 1934.
- Francis Rolt-Wheeler, Les chasseurs d'ivoire, tr. par Michel Epuy, Tours, Mame, 1934.
- Pierre d'Aquila, Dans les flancs du Titan Noir, Tours, Mame, 1935.
- Mme Maisonneuve, Le Château de tante Rose, Tours, Mame, 1935.
- Jean Rosmer, La Tulipe verte, Tours, Mame, 1935.
- L. Godchaux, La Revanche de Jean, Gedalge, 1936.
- J.-H. Rosny aîné, Le Félin géant, Gedalge, 1938.
- Comtesse d'Albane, Une armure d'or, Tours, Mame, 1939.
- Edmond Jouannon, La Pupille du docteur Ledoux, Gedalge, 1939.
- Guy d'Eyliac, La Revanche du vieux braconnier, Gedalge, 1940.
- Albert Troux, Histoire de la France jusqu'en 1453, Hachette, 1942.
- Claude Bernard, Arthur de Bretagne : drame en 5 actes et en prose avec un chant, préface de Georges Henri Roger, J.-B. Baillière, 1943.
- Edmond Jouannon, Le Rescapé du Christophe Colomb, Gedalge, 1948.